# Upton-by-Chester
Upton lub Upton-by-Chester – osada i civil parish w Anglii, w hrabstwie ceremonialnym Cheshire, w dystrykcie (unitary authority) Cheshire West and Chester. Leży 3 km na północ od miasta Chester i 267 km na północny zachód od Londynu. W 2011 roku civil parish liczyła 7956 mieszkańców. Upton by Chester jest wspomniana w Domesday Book (1086) jako Op(e)tone.